# トンガ語 (ポリネシア)
トンガ語（トンガご、トンガ語: lea faka-Tonga）は、オーストロネシア語族に属し、トンガで話される言語である。約10万人の話者がおり、トンガ王国の公用語となっている。構文はVSO（動詞-主語-目的語）。なお、日本語や英語で禁忌を意味するタブー/Tabooはトンガ語のTapu(神聖視に基づく禁忌)からジェームズ・クックの書記が語源とされる。このTapuの概念はポリネシア語圏のほぼ全域に存在する。

## 類縁の言語
オーストロネシア語族の下位語群であるポリネシア語派に属する。ハワイ語、マオリ語（ニュージーランド）、サモア語（サモア）、タヒチ語（タヒチ）などと近縁関係にある。ニウエ語とともに、ポリネシア語派の下位区分であるトンガ語群を形成する。

## 文字と発音
トンガ語は本来無文字であり、ラテン文字を借用して表記する。ただし喉頭閉鎖音をあらわすには ʻ （ファカウア。ハワイ語のオキナと同じ記号）を用いる。

### 母音
日本語や多くのポリネシア諸語と同じく、ア・イ・ウ・エ・オの5母音で構成される。
|      | 前舌 | 中舌 | 後舌 |
| ---- | ---- | ---- | ---- |
| 狭   | i    |      | u    |
| 中央 | e    |      | o    |
| 広   |      | a    |      |

### 子音
|        | 両唇 | 歯茎 | 軟口蓋 | 声門  |
| ------ | ---- | ---- | ------ | ----- |
| 鼻音   | m    | n    | ng /ŋ/ |       |
| 破裂音 | p    | t    | k      | ʻ /ʔ/ |
| 持続音 | f v  | s l  |        | h     |

### 音節構造
1音節はただひとつの母音をもつ。したがって語における音節数と母音数はつねに等しい。
1音節はただひとつの子音をもつ。子音は組み合わせては用いられない（必ず母音に後続される）。ng は子音の組み合わせではなく、単独の子音 /ŋ/（日本語でいわゆる鼻濁音）を表している。
すべての音節は母音によっておわる（開音節）。
ファカウア、すなわち喉頭閉鎖音は子音であり、したがって必ず母音に後続される。また語頭にたつ場合を除き、母音に前置される。
2音節以上をもつ語のアクセントは、強勢は語末からひとつ前の音節におかれる。しかし一定の条件のもとでこの強勢は語末または別の音節に移動する。実際の発話では、この強勢移動には話者による差異がある。

## 変種
王の言葉、貴族（Houʻeiki）の言葉、民衆の言葉、の3変種がある。

## トンガ語の資料
トンガ語は長く文字に書かれなかった。現在でも、聖書、モルモン書などの翻訳された宗教書、およびいくつかの書籍を除くと、トンガ語の書物はほとんど存在しない。トンガで入手できるほとんどの印刷物はもうひとつの公用語である英語で書かれている。
トンガでは週刊誌および月刊誌がいくつか発行されている。日刊の新聞は発行されていない。